# Behaglichkeit
Behaglichkeit ist ein Begriff für einen körperlichen und seelischen Zustand subjektiven Wohlbefindens. Er wird im heutigen Sprachgebrauch oft synonym zu Gemütlichkeit oder auch zu Komfort verwendet.
Eine Definition des 19. Jahrhunderts lautet: „eine anhaltend angenehme Empfindung, bes[onders] Zufriedenheit mit dem gegenwärtigen, schmerz- u[nd] sorgenlosen Zustande.“

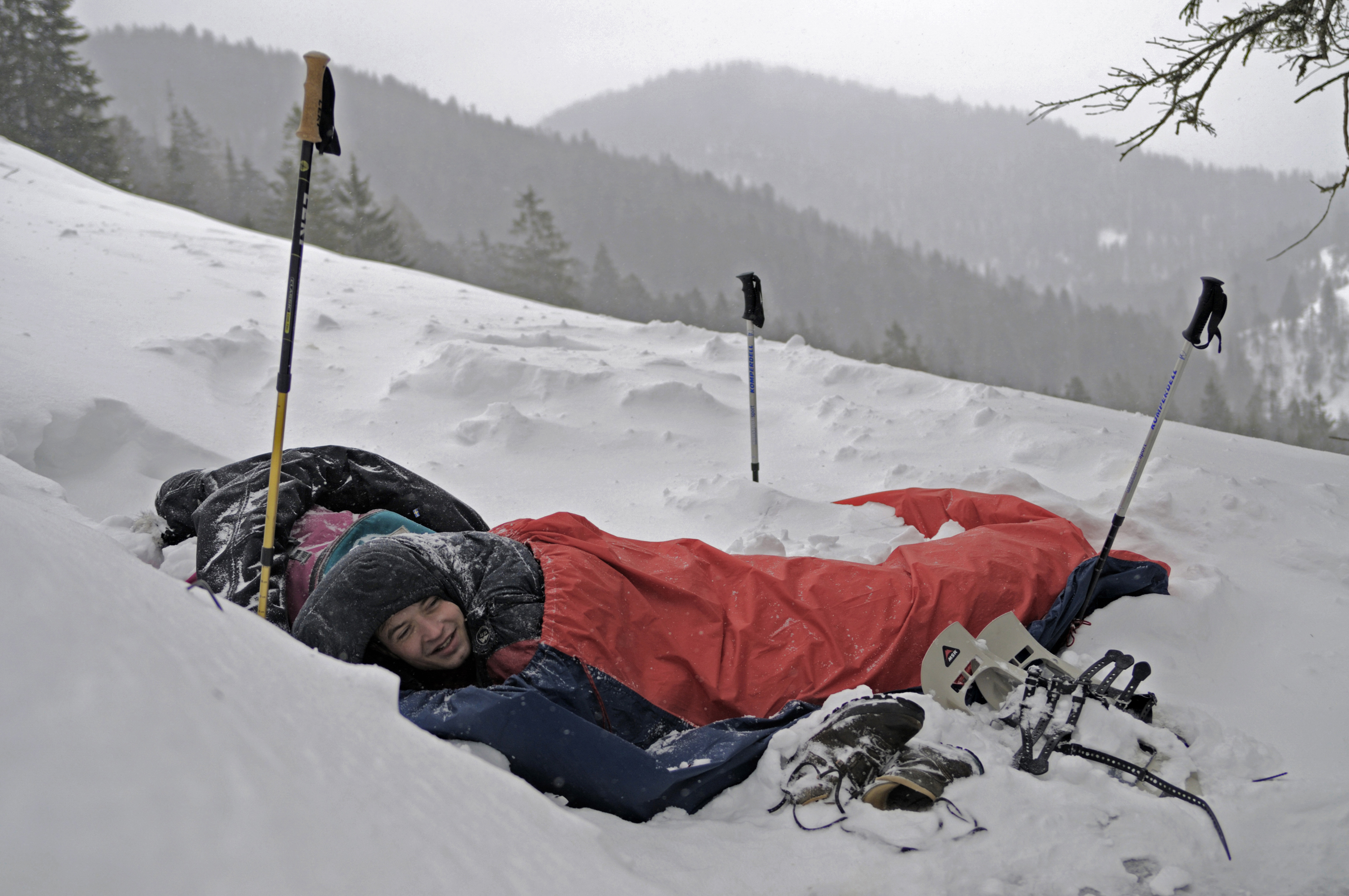
Solange man nicht friert oder schwitzt, kann die Übernachtung im Biwak trotz kältester Umgebungstemperatur sehr behaglich sein. Wenn der Körper vor dem Verlust von Strahlungswärme geschützt ist, kommt er mit dem Wärmeverlust an die kalte Atemluft gut zurecht.

In der Heizungs- und Klimatechnik bezeichnet Behaglichkeit den klimatischen Zustandsbereich, bei dem sich Raumnutzer wohl fühlen und keine Veränderung des Raumklimas verlangen.
Die thermische Behaglichkeit zeichnet sich durch einen Zustand minimaler Thermoregulation aus, bei dem die Wärmeproduktion des Organismus in einem ausgeglichenen Verhältnis zur Wärmeabgabe in die Luft steht.

## Einflüsse
Eine Vielzahl von Einflüssen entscheiden über das Gefühl von Behaglichkeit. Sie lassen sich in thermische, nichtthermische und persönliche Faktoren unterteilen.
Thermische Faktoren
- Raumlufttemperatur und Lufttemperaturverteilung bzw. Außenlufttemperatur
- Temperatur der Raumumschließungsflächen bzw. Strahlungstemperatur der Umgebung
- (relative) Luftfeuchte
- Luftströmung / Luftgeschwindigkeit / Turbulenz der Luftbewegung

Nichtthermische Faktoren
- Jahreszeit
- Luftschall (Geräusche, Töne, Musik)
- Luftqualität/Raumluftqualität (CO2-Gehalt der Luft; wahrnehmbare Spurenstoffe wie Gerüche; Stäube, Gase und Dämpfe wie Wasserdampf; radioaktive Stoffe; biologische Stoffe wie Pilzsporen und Bakterien)
- Irritationen durch Menschen
- Licht (Lichtstimmung)
- Farben (Farbstimmung)
- Optische Wahrnehmung der Umgebung (Sauberkeit, Ordnung, Vertrautheit …)

Persönliche Faktoren
- Alter
- Bekleidung
- Körperliche Aktivität
- Aufenthaltsdauer
- Körperliche und psychische Gesundheit

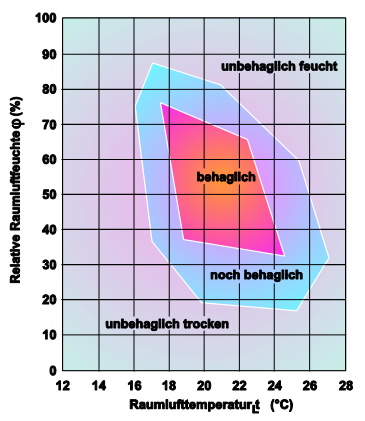
Klimatische Behaglichkeit

- Stimmung (Laune)
- Arbeitsleid
- Arbeitsschwere

## Klimatische Behaglichkeit
Behaglichkeit ist subjektiv und jeder Mensch hat eigene Präferenzen an das Raumklima. Auch Jahreszeit, Alter, Geschlecht und Physiologie der Person haben Auswirkungen auf ihr Behaglichkeitsempfinden wie die Aktivität der Person und die Auswahl ihrer Kleidung. Es lassen sich aber Behaglichkeitsbereiche feststellen, in denen die große Mehrheit der Raumnutzer sich wohl fühlt.
Die Abbildung zeigt den Behaglichkeitsbereich in Bezug auf Raumlufttemperatur und relativer Luftfeuchte. Der Bereich erstreckt sich von etwa 18 °C bis 24 °C und 35 % bis 75 % relative Luftfeuchte.
Die Hauptfaktoren der klimatischen Behaglichkeit sind solche, die das Gleichgewicht des Wärmehaushaltes des Menschen beeinflussen. Maßgeblich gehören dazu Luftströmungen, Luftfeuchtigkeit, Luft- und Wandtemperaturen sowie Aktivität und Kleidung des Raumnutzers. Luftbewegungen werden in geschlossenen Räumen bei wenig körperlicher Aktivität als unangenehme Zugluft empfunden. Stärkere Luftströmungen bei körperlicher Aktivität in der freien Natur werden als angenehm erachtet. Die absolute Luftfeuchtigkeit sollte für die Behaglichkeit zwischen 5 und 12 g/kgLuft liegen. Der Bereich der idealen relativen Luftfeuchte nimmt also mit steigender Temperatur ab.

### Thermische Behaglichkeit in der EN ISO 7730
Die thermische Behaglichkeit ist der zentrale Begriff der Norm EN ISO 7730. Er beschreibt das menschliche Wohlbefinden in Abhängigkeit von der Temperatur.
Der Begriff ist auch als ein Qualitätskriterium für Heizungs- und Klimatisierungssysteme definiert. Dabei gelten für die Behaglichkeit mehrere Parameter, die alle unabhängig voneinander auftreten und verändert werden können:
- Temperaturniveau und Temperaturunterschiede
- Strahlungsintensität und Strahlungsunterschiede
- thermische Strömungen
- Luftfeuchte, Dampfbildungen

### Klimatechnik
Unterschiedliche Arten der Raumnutzung bedingen individuelle Temperaturwünsche der Nutzer.
Thermische Behaglichkeit bedarf in der Regel eines stetigen Temperaturverlaufs und eines gleichmäßigen Energieeintrags.
Nach VDI-Richtlinie 6030 sind Heizkörper so auszulegen und anzuordnen, dass „Behaglichkeitsdefizite“ wie kalte Fallluft oder kalte Wände ausgeglichen werden. So sind Heizkörper möglichst vollständig unterhalb von Fenstern anzubringen, damit sich kalte Fallluft und aufsteigende Warmluft mischen und die Wärmesenke der kalten Fensterfläche durch direkte Wärmestrahlung der Wärmequelle überdeckt wird.
Ein Raum wird in der Regel als behaglich empfunden, wenn die Temperaturdifferenz zwischen
- Wandoberfläche und Raumluft weniger als 4 °C
- Fuß- bis Kopfhöhe weniger als 3 °C
- verschiedenen Wandoberflächen (Strahlungsasymmetrie) weniger als 5 °C

beträgt und wenn die Luftgeschwindigkeit und ihre Turbulenz klein ist (keine Zugerscheinungen).
Alfred Eisenschink erläutert in seinem Buch Falsch geheizt ist halb gestorben, dass es gesünder für den Menschen sei, trockene Luft zu atmen und dass Atembeschwerden aufgrund der als zu trocken empfundenen Heizungsluft vielmehr aus der Staubbelastung der im Raum zirkulierenden Luft herrühre. Bevor die Menschen luftdichte Gebäude entwickelten, hätte eintretende Außenluft im Winter die Temperatur in Bodennähe nahe dem Taupunkt gehalten, so dass kondensierende Luftfeuchte den Staub gebunden habe.

### Modellbildung
Die Bedingungen für thermische Behaglichkeit durch Raumheizung wurden systematisch in einer Arbeit von Ole Fanger behandelt.
Im Ergebnis der wärmetechnischen Raumsimulation wird der thermische Raumzustand durch die Lufttemperatur und die Strahlungstemperatur der Umgebung charakterisiert. Diese Temperaturen werden mit unterschiedlicher Gewichtung (z. B. in Abhängigkeit von der Arbeitsschwere und der Luftgeschwindigkeit) zur operativen Raumtemperatur (Empfindungstemperatur) zusammengefasst. Grundlegende Definitionen dieser Größen und ein kostenlos herunterladbares Simulationsmodell finden sich in .

#### Strahlenmodell und Wellenmodell
Wärmestrahlung ist eine Form elektromagnetischer Strahlung und kann wie andere Strahlung Schäden verursachen. So treten unter Wärmestrahlung ähnliche Hautschäden auf wie bei einem direkten Kontakt mit einer heißen Fläche. Ebenso bekannt ist der Strahlenschaden durch die Sonne.
In der Elektromedizin wird nicht nur die oberflächliche Wirkung, sondern auch die Wirkung in tiefer liegenden Gewebeschichten betrachtet.